# Paroisse de Saint Elizabeth
Pour les articles homonymes, voir Elizabeth.
Saint Elizabeth, (chef-lieu Black River) est une des 14 paroisses de la Jamaïque. Elle est située au sud-ouest de la Jamaïque dans le comté de Cornwall. 

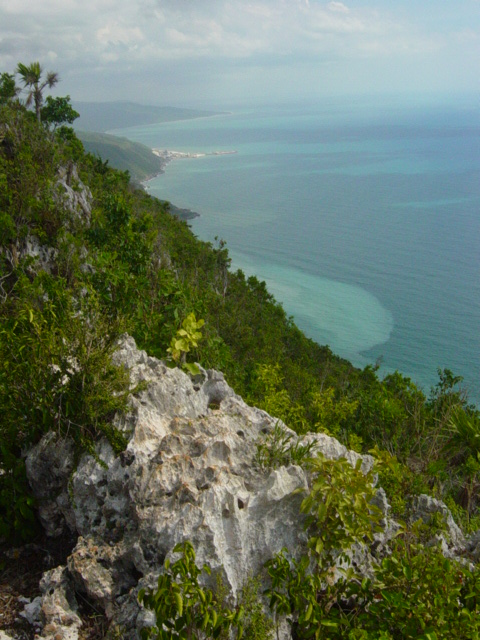
Lovers' Leap, Saint Elizabeth